# Ошенков, Олег Александрович
Оле́г Алекса́ндрович Ошенко́в (Ошемков) (14 [27] мая 1911, Санкт-Петербург — 10 мая 1976, Киев) — советский футболист, тренер. Заслуженный мастер спорта СССР (1953), заслуженный тренер СССР (1964) и УССР.

## Биография
С 17 лет работал гравером в типографии, токарем на заводе.

### Игрок
С 1927 по 1930 год выступал за клуб «Гознак» из Москвы. В 1931 году вернулся в родной Ленинград и стал игроком команды «Красный Треугольник», которая представляла одноимённый завод. Через год Ошенков перешёл в «Промкооперацию». В 1935 году клуб был переименован в «Спартак». С 1936 по 1940 год Ошенков выступал за «Динамо». Провёл в составе 87 матчей, забил 3 гола. В 1941 перешёл в «Зенит», за него сыграл 3 матча до начала войны. В 1945 вернулся в «Динамо» и играл там до 1947 года, проведя 63 матча и забив 4 мяча.
Также играл в хоккей с мячом; в составе ленинградского «Динамо» — многократный чемпион Ленинграда, третий призёр чемпионата СССР 1936, финалист Кубка СССР 1947. Играл и в хоккей с шайбой, также за ленинградское «Динамо», участник трёх первых чемпионатов СССР.

### Тренер
В 1949 году Олег Ошенков возглавил ленинградское «Динамо». Через год был назначен главным тренером киевского «Динамо». С этим клубом Ошенков выиграл Кубок СССР и стал серебряным призёром чемпионата.
С 1957 по 1958 год возглавлял ленинградские «Трудовые резервы», в 1959 вернулся в Киев. В 1960 руководил «Судостроителем».
С 1960 по 1969 год руководил «Шахтёром». С ним дважды выиграл Кубок и однажды был его финалистом. В 1970 вновь возглавлял «Судостроитель», с 1975 по 1976 год тренировал харьковский «Металлист».
В 1970—1975 годах работал начальником Отдела футбола спорткомитета УССР. Был председателем Федерации футбола Украины, членом редколлегии еженедельника «Футбол-хоккей».

### Семья
Был женат, сын Михаил.
Олег Ошенков скончался 10 мая 1976 года в Киеве.

## Достижения

### Тренерские
«Динамо» Киев
- Обладатель Кубка СССР: 1954
- Серебряный призёр чемпионата СССР: 1952

«Шахтёр»
- Обладатель Кубка СССР: 1961, 1962

## Память
12 мая 2013 года на «аллее славы» возле южного входа «Донбасс Арены» в честь Ошенкова появилась звезда.